# سامسونگ گلکسی آ۵۰
سامسونگ گلکسی ای۵۰ (به انگلیسی: Samsung Galaxy A50) با نام فنی SM-A505، یک فبلت اندرویدی از سری گلکسی ای، محصولی از سامسونگ است که در ژوئن ۲۰۱۹ در طی یک رویداد مطبوعاتی رونمایی شد.
این فبلت دارای صفحه نمایش سوپر امولد ۶٫۴ اینچی است. همچنین این فبلت در نسخه‌های ۶۴ گیگابایتی با ۴ گیگابایت رم، در و ۱۲۸ گیگابایتی با ۶ گیگابایت رم عرضه شده است. سیستم روی چیپ این فبلت از نوع اگزینوس ۹۶۱۰ و GPU آن Mali-G72 MP3 است. دوربین اصلی و سلفی آن هر دو ۲۵ مگاپیکسلی است. باتری فبلت ای۵۰ یک نمونه ۴۰۰۰ میلی‌آمپر (بر ساعت) دارای قابلیت شارژ سریع ۱۵ وات است این فبلت با اندروید ۹ پای و رابط کاربری وان یوآی عرضه شده است.
پک کشور هند است